# 10209 Izanaki
10209 Izanaki (1997 QY1) là một tiểu hành tinh vành đai chính được phát hiện ngày 24 tháng 8 năm 1997 bởi Y. Shimizu và T. Urata ở Đài thiên văn Nachi-Katsuura.